# Académie des sciences et des lettres de l'institut lombard
Vous pouvez aider à l'améliorer ou bien discuter des problèmes sur sa page de discussion.
- Il ne s’appuie pas, ou pas assez, sur des sources secondaires ou tertiaires. (Marqué depuis avril 2022)
- Il est à actualiser. Certains passages sont obsolètes ou annoncent des événements désormais passés. (Marqué depuis avril 2022)

- Archive Wikiwix
- Bing
- Cairn
- DuckDuckGo
- E. Universalis
- Gallica
- Google
- G. Books
- G. News
- G. Scholar
- Persée
- Qwant
- (zh) Baidu
- (ru) Yandex
- (wd) trouver des œuvres sur Wikidata

L'Académie des sciences et des lettres de l'institut lombard a été créée en 1838. Elle est hébergée au palais Brera à Milan et dépend du ministère de la Culture.

## Histoire
L'Institut lombard fut créé par Napoléon Bonaparte en 1797 sur le modèle de l'Institut de France avec la tâche de recueillir des découvertes et de perfectionner les arts et les sciences (article 297 de la Constitution de la République cisalpine). Parmi ses premiers membres nommés en 1802 on compte Andrea Appiani, Vincenzo Monti, Barnaba Oriani, Giovanni Paradisi, Antonio Scarpa, Francesco Soave. Son premier président est Alessandro Volta. En 1803 les membres cooptent des personnalités parmi lesquelles Napoléon lui-même.
En 1810 l'Institut devient l'Institut royal des Sciences, des Lettres et des Arts. Son siège est à Milan dans le palais Brera et comporte quatre antennes à Venise, Bologne, Padoue et Vérone.
À la chute de Napoléon, l'Institut est d'abord passé sous la responsabilité du gouvernement autrichien puis, en 1859, du gouvernement italien.
L'académie des Sciences et des Lettres a été créée en 1838 en même temps que l'Institut vénitien des Sciences, des Lettres et des Arts.

## Organisation, rôle
L'institut est divisé deux activités :
- sciences mathématiques et naturelles comportant cinq sections (mathématiques, chimie et physique, ingénierie et architecture, sciences naturelles, médecine) et, statutairement, 124 membres résidents, 60 non résidents et 40 membres étrangers,
- sciences morales comportant trois sections (philologie et linguistique, histoire et philosophie, sciences politiques et économie) et 120 membres résidents, 60 non résidents et 44 membres étrangers.

À l'origine il existait une section littérature et beaux-arts.
Sa mission est analogue à celle de l'Académie des sciences : il favorise la diffusion scientifique, décerne des prix et attribue des bourses d'études.
Sa bibliothèque située au palais Landriani possède un important patrimoine.